# Dojo (película)
Dojo es un cortometraje de artes marciales de 2023 que ha ganado múltiples premios internacionales de cine.

## Sinopsis
Dojo es una reflexión de la pasión de toda la vida del productor por las artes marciales y la narración de historias. El cortometraje cuenta la historia de Shane Lucas, un exmiembro de la Yakuza y cinturón negro de cuarto grado en Judo, quien es perseguido en su dojo local en Los Ángeles por su rival de toda la vida, Elias Da Rosa, y los miembros de su grupo. Shane se enfrenta a dos opciones peligrosas: volver a unirse a la familia criminal Yakuza o enfrentar las consecuencias de no hacerlo.

## Reparto
- Jon Paul como Shane Lucas
- Christofer Aguero como Elias Da Rosa
- Juan Vilacoba como Alfonso Lucas
- Daniel Gonzalez  como Alfonso Lucas (V.O.)
- Alex Jacobson como Yomi Nakaya
- Justin Harris - Miembro del grupo Yakuza
- Josue Deprez - Miembro del grupo Yakuza
- Joe Fuentes - Miembro del grupo Yakuza
- Rick Acuna - Miembro del grupo Yakuza

## Premios
- 2023 - Mejor Cortometraje de Artes Marciales en el Showdown del Festival Internacional de Cine de Acción[5]
- 2024 - Mejor Película de Acción del Año en los premios anuales Red Movie Awards[6]
- 2024 - Mejor Actor, Mejor Película Deportiva y Mejor Cinematografía en la Selección Indie del Festival de Cine de Nueva York 2024[7]
- 2024 - Mayor Cantidad de Premios Ganados por un Cortometraje de Ficción en Vivo, según Exclusive World Records[8][9]
- 2024 - Jon Paul, creador de Dojo, fue galardonado con el título de Asombrosa Brillantez en el King’s Book of World Records[10]

A mediados de 2025, Dojo ha recibido más de 1,200 premios internacionales de cine, según lo certificado por múltiples organizaciones de récords mundiales, incluyendo el International Book of Records, World Records India, Worldwide Book of Records, World Record Certification Agency (WRCA), Record Holders Republic, Golden Book of World Records, entre otros.